# Kis Albert (ezereskapitány)
Kis Albert (Barkaszó, 1664 – 1704. március 15. után) magyar katona, jobbágy származású hadnagy és kuruc ezereskapitány.

## Élete
Részt vett a Thököly-felkelésben, a hadnagyságig emelkedett a ranglétrán. Követte Thökölyt Törökországba annak bujdosása során. 1692-ben a császári seregbe lépett, 1693-ban Károlyi Sándor Szatmár vármegye zsoldjába fogadta, hogy a hegyekben bujkáló kurucok ellen induljanak. 1694-ben bocsátották el a szolgálatból és beállt a kurucok közé. Fő szervezőjévé vált a kuruc mozgalomnak. Elárulták őt, így 1697. július 3-án La Porta váradi császári parancsnok elfogatta és kiszolgáltatta Károlyinak. 1697-ben megszervezte a hegyaljai felkelést, de alatta börtönben sínylődött, s onnan megszökve felkereste azt, aki elárulta, és megölte. Menekülése során újból fogságba került, azonban innen is megszökött. Ezután továbbra is a kuruc mozgalom szervezésén munkálkodott, részt vett a Rákóczi-szabadságharc vezetésében. 1703 tavaszán csapataival a Vereckei-hágóhoz vonult, ahol Rákóczi őt Esze Tamással együtt kinevezte ezereskapitánnyá. 1704 elején a kuruc táborban ellentétek keletkeztek a földesúri fennhatóság alól szabadulni akaró és Rákóczi ígéretére hivatkozó jobbágykatonák,illetve a magyar nemesség között. Kis Albert az előbbiek mellé állt. Ezek az ellentétek a szatmári vár ostroma során összecsapásokra váltottak át, így mivel Rákóczi félt, hogy a nemesség eltántorodik, elfogatta és kivégeztette Kis Albertet.

## Emlékezete
Tokajban szobor és egy közterület neve (Kis Albert tér) is őrzi az emlékét, az említett téren áthalad a 3838-as út, illetve korábban a 38-as főút is érintette.